# Эльг
Эльг (нем. Elgg) — коммуна в Швейцарии, в кантоне Цюрих.
Входит в состав округа Винтертур. Население составляет 3697 человек (на 31 декабря 2007 года). Официальный код — 0217.